# Acide aconitique
L’acide aconitique, ou acide équisétique, est un acide tricarboxylique de formule HOOC–CH2–C(COOH)=CH–COOH. Il existe deux isomères de cet acide tricarboxylique : l'acide cis-aconitique et l'acide trans-aconitique. La base conjuguée du premier, le cis-aconitate, est un intermédiaire de l'isomérisation du citrate en isocitrate par l'aconitase dans le cycle de Krebs.
|                        | {\displaystyle \rightleftharpoons } H2O + |               | {\displaystyle \rightleftharpoons } |            |
| Citrate                |                                           | cis-Aconitate |                                     | Isocitrate |
| Aconitase – EC 4.2.1.3 |                                           |               |                                     |            |

L'acide aconitique résulte in vitro également de la déshydratation de l'acide citrique, ce qui peut être réalisé par chauffage ou bien à l'aide d'acide sulfurique H2SO4 :
HOOC–CH2–HOC(COOH)–CH2–COOH → H2O + HOOC–CH2–C(COOH)=CH–COOH.